# Tragia
Tragia es un género de plantas con flores perteneciente a la familia  Euphorbiaceae.
Comprende un centenar de especies que se en encuentra en las regiones tropicales y subtropicales del mundo.
De las más de 150 especies en el género, se mencionan alrededor de 25 como especies medicinales, con actividad antibacteriana, fungicida y antiproliferativa. T. involucrata, T. benthamii, T.  spathulata y T. plukenetii son las especies con mayor uso medicinal.

## Especies
1. Tragia abortiva - Etiopía
2. Tragia acalyphoides - Uzaramo
3. Tragia adenanthera - Tanzania, Malawi
4. Tragia adenophila - Paraguay
5. Tragia affinis - C. y S. de México
6. Tragia aliena - América tropical
7. Tragia amblyodonta - México, SO. de E.U.A.
8. Tragia angolensis - Angola, Zambia
9. Tragia arabica - Etiopía, Yemen, Arabia Saudita
10. Tragia arnhemica - Territorio del Norte
11. Tragia ashiae - Etiopía
12. Tragia aurea - Bolivia
13. Tragia bahiensis - Brasil, NE. de Argentina, Paraguay, Uruguay
14. Tragia balfourii - Socotra
15. Tragia ballyi - Kenia
16. Tragia baroniana - Madagascar
17. Tragia benthamii - África tropical
18. Tragia betonicifolia - CS. de E.U.A
19. Tragia bicolor - S. de India
20. Tragia biflora - La Española
21. Tragia boiviniana - Nosy Be
22. Tragia bongolana - Sudán
23. Tragia brevipes - C. y E. de África
24. Tragia brevispica - Texas, Oklahoma, Tamaulipas
25. Tragia brouniana - Sudán, Etiopía, Somalia
26. Tragia capensis - S. de África
27. Tragia caperonioides - Paraguay
28. Tragia catamarcensis - Catamarca
29. Tragia ceanothifolia - Kenia
30. Tragia cearensis - Ceará
31. Tragia chevalieri - Benín, Ivory Coast, Nigeria
32. Tragia chlorocaulon - Bolivia, S. de Brasil
33. Tragia cinerea - Etiopía, Somalia, Eritrea, Kenia
34. Tragia cocculifolia - Madagascar
35. Tragia collina - KwaZulu-Natal
36. Tragia cordata - SE. y CS. de E.U.A.
37. Tragia correae - Costa Rica, Panamá
38. Tragia crenata - Etiopía
39. Tragia cubensis - Cuba
40. Tragia cuneata - Bahía
41. Tragia descampsii - Zaire, Zambia, Tanzania
42. Tragia dinteri - Namibia
43. Tragia dioica - S. de África
44. Tragia dodecandra - N. de Argentina
45. Tragia doryodes - Etiopía
46. Tragia durbanensis - S. de Mozambique, S. de África
47. Tragia fallacina - Uruguay
48. Tragia fasciculata - Rep. Centroafricana
49. Tragia finalis - N. de Queensland
50. Tragia friesii - Bolivia, NO. de Argentina
51. Tragia furialis - SE. de África, Comoros, Madagascar
52. Tragia gardneri - Zimbabue
53. Tragia geraniifolia - SE. y S. de América
54. Tragia giardelliae - S. de Brasil, Misiones
55. Tragia glabrescens - Kenia, Tanzania
56. Tragia glanduligera - México, S. de Texas
57. Tragia gracilis - E. de Cuba
58. Tragia guatemalensis - Guatemala
59. Tragia guyanensis - Amazonas in S. de Venezuela
60. Tragia hassleriana  - Paraguay
61. Tragia hieronymi - Bolivia, NO. de Argentina, Paraguay
62. Tragia hildebrandtii - E. de África
63. Tragia hispida - Uttarakhand, Nepal, Assam, Bután, Bangladés
64. Tragia imerinica - Madagascar
65. Tragia impedita - Kenia, Tanzania
66. Tragia incana - Uruguay
67. Tragia incisifolia - S. de África
68. Tragia insuavis - Kenia, Tanzania
69. Tragia involucrata - subcontinente Indio
70. Tragia ivohibeensis - Madagascar
71. Tragia jonesii - NO. de México
72. Tragia karsteniana - Colombia
73. Tragia kirkiana - E. y SE. de África
74. Tragia laciniata - S. de Arizona, Chihuahua, Sonora
75. Tragia laminularis - O. de África
76. Tragia lancifolia - Namibia
77. Tragia lasiophylla - Tanzania, Malawi, Zambia
78. Tragia lassia - Madagascar
79. Tragia leucandra - S. de Brasil
80. Tragia lippiifolia - Tanzania
81. Tragia lukafuensis - Katanga, Zambia
82. Tragia mazoensis - Zimbabue
83. Tragia melochioides - Uruguay, NO. de Argentina, Paraguay, S. de Brasil
84. Tragia mexicana - México, Belice, Guatemala
85. Tragia meyeriana - S. de África
86. Tragia micromenes - Zambia
87. Tragia mildbraediana - O. de África
88. Tragia minor - S. de África
89. Tragia mitis - Sudán, Etiopía
90. Tragia mixta - E. de África
91. Tragia moammarensis - Yemen
92. Tragia monadelpha - Guinea
93. Tragia montana - S. de India, Sri Lanka
94. Tragia negeliensis - Etiopía
95. Tragia nepetifolia - México, Honduras, SO. de E.U.A.
96. Tragia nigricans - Texas
97. Tragia novae-hollandiae - Queensland, Nueva Gales del Sur
98. Tragia okanyua - E., SE. y S. de África
99. Tragia pacifica - Chiapas, Oaxaca, Sinaloa
100. Tragia paxii - S. de Brasil, Misiones
101. Tragia peltata - Río de Janeiro
102. Tragia perrieri - Madagascar
103. Tragia petiolaris - Tanzania, Zambia
104. Tragia physocarpa - Namibia, Limpopo
105. Tragia pinnata - Uruguay, NO. de Argentina, Paraguay, S. de Brasil
106. Tragia platycalyx - Singida
107. Tragia plukenetii - E., C. y SC. de África, India, Sri Lanka
108. Tragia plumieri - Haití
109. Tragia pogostemonoides - Tanzania
110. Tragia pohlii - Goiás
111. Tragia polyandra - S Brasil, Misiones, Paraguay
112. Tragia polygonoides - Costa de Marfil
113. Tragia potosina - San Luis Potosí
114. Tragia praetervisa - S. de India, Sri Lanka
115. Tragia preussii - C. y O. de África
116. Tragia prionoides - Zimbabue, Limpopo
117. Tragia prostrata - Zambia
118. Tragia pungens - NE. de África, Yemen, Arabia Saudita
119. Tragia ramosa - SO. y CS. de E.U.A., Nuevo León, Coahuila
120. Tragia rhodesiae - Zambia, Zimbabue, Malawi
121. Tragia rhoicifolia - N. de Somalia
122. Tragia rogersii - Limpopo
123. Tragia rubiginosa - Perú
124. Tragia rupestris - S. de África
125. Tragia sanjappae - S. de India
126. Tragia saxicola - S. de Florida
127. Tragia schlechteri - KwaZulu-Natal
128. Tragia schweinfurthii - Etiopía
129. Tragia senegalensis - O. de África
130. Tragia shirensis - Malawi, Mozambique
131. Tragia smallii - SE. de E.U.A.
132. Tragia sonderi - KwaZulu-Natal, Swaziland
133. Tragia spathulata - O. de África
134. Tragia stipularis - Uganda, Tanzania, Zambia
135. Tragia subhastata - Perú
136. Tragia subsessilis - Kenia, Tanzania
137. Tragia tabulaemontana - Guyana Francesa
138. Tragia tenuifolia - África tropical
139. Tragia tiverneana - Madagascar
140. Tragia tripartita - Sudán
141. Tragia tristis - Paraguay, Brasil
142. Tragia triumfetoides - Etiopía
143. Tragia uberabana - SE., CS. y S. de América
144. Tragia ukambensis - Kenia, Uganda
145. Tragia uncinata - Etiopía
146. Tragia urens - SE. de E.U.A.
147. Tragia urticifolia - SE. y CS. de E.U.A., Tamaulipas, Campeche
148. Tragia vogelii - O. y C. de África
149. Tragia volubilis - México, S. y C. América, Indias occidentales, África tropical
150. Tragia wahlbergiana - Mozambique, Limpopo
151. Tragia wildemanii - O. de África
152. Tragia yucatanensis - Yucatán, Belice, Honduras

anteriormente incluidas
movidos a otros géneros (Acalypha Adenophaedra Alchornea Bia Cleidion Cnesmone Dalechampia Megistostigma Micrococca Microstachys Omphalea Pachystylidium Platygyna Plukenetia Sclerocroton Shirakiopsis Tragiella Zuckertia )
1. T. alienata - Bia alienata
2. T. ambigua - Tragiella natalensis
3. T. anisosepala - Cnesmone anisosepala
4. T. anomala - Tragiella anomala
5. T. arborea - Acalypha filiformis
6. T. bailloniana - Zuckertia cordata
7. T. bicornis - Microstachys corniculata
8. T. bracteata - Omphalea bracteata
9. T. buettneri - Dalechampia ipomoeifolia
10. T. burmanica - Megistostigma burmanicum
11. T. castaneifolia - Acalypha integrifolia subsp. marginata
12. T. chamaelea - Microstachys chamaelea
13. T. cissoides - Bia alienata
14. T. colorata - Acalypha integrifolia
15. T. corniculata - Microstachys corniculata
16. T. delpyana - Pachystylidium hirsutum
17. T. dentata (Alain) Alain 1971 not Klotzsch ex Pax & K.Hoffm. 1919 - Platygyna dentata
18. T. elliptica - Shirakiopsis elliptica
19. T. fallax - Bia fallax
20. T. fendleri - Bia fendleri
21. T. filiformis - Cleidion javanicum
22. T. frieseana - Tragiella frieseana
23. T. fruticosa - Acalypha integrifolia
24. T. gagei - Pachystylidium hirsutum
25. T. grandifolia - Adenophaedra grandifolia
26. T. hastata Reinw. ex Hassk. 1868 not (Klotzsch) Müll.Arg. 1874 - Cnesmone javanica
27. T. hexandra - Platygyna hexandra
28. T. hirsuta - Pachystylidium hirsutum
29. T. howardii - Platygyna volubilis
30. T. innocua Blanco 1845 not Walter 1788 - Alchornea rugosa
31. T. integerrima - Sclerocroton integerrimus
32. T. integrifolia - Acalypha integrifolia
33. T. irritans - Pachystylidium hirsutum
34. T. japurensis - Bia fendleri
35. T. laevis - Cnesmone laevis
36. T. leonis - Platygyna leonis
37. T. lessertiana - Bia lessertiana
38. T. lobata - Acalypha integrifolia
39. T. macrophylla - Cnesmone javanica
40. T. mairei - Cnesmone mairei
41. T. marginata - Acalypha integrifolia
42. T. mercurialis - Micrococca mercurialis
43. T. natalensis Hochst. - Sclerocroton integerrimus
44. T. natalensis Sond. - Tragiella natalensis
45. T. obovata - Platygyna obovata
46. T. obtusata - Acalypha integrifolia
47. T. odorata - Acalypha integrifolia
48. T. parvifolia (Alain) Alain 1971 not Pax 1894 - Platygyna parvifolia
49. T. philippinensis - Cnesmone philippinensis
50. T. pilosa - Microstachys corniculata
51. T. pruricus - Platygyna hexandra
52. T. reticulata - Acalypha filiformis
53. T. rugosa - Cnesmone javanica
54. T. salviifolia - Acalypha salviifolia
55. T. saxatilis Bojer ex Pax 1924 - Acalypha spachiana
56. T. schultzeana - Plukenetia africana
57. T. sellowiana  - Bia alienata
58. T. shankii - Dalechampia shankii
59. T. tenuis - Acalypha brachystachya
60. T. triandra Müll.Arg. 1866 - Seidelia triandra
61. T. triandra (Borhidi) Borhidi 1972 - Platygyna triandra
62. T. villosa - Acalypha capensis